# Râul Ticoș, Râul Negru
Râul Ticoș este un curs de apă, afluent al râului Pădureni. 